# Jorge Mistral
Jorge Mistral (Aldaia, 24 de novembro de 1920—Cidade do México, 20 de abril de 1972) foi um ator, diretor e roteirista espanhol. Na década de 1940, tornou-se estrela dos filmes produzidos pela CIFESA. Na década de 1950 viveu e trabalhou no México e apareceu em Abismos de Pasión, de Luis Buñuel, em 1954. Mais tarde, na década de 1960, dirigiu três filmes.

## Filmografia

### Como roteirista
- Crimen sin olvido (1968)
- Piel desnuda, La (1966)

### Como diretor
- Crimen sin olvido (1968)
- Piel desnuda, La (1966)
- Fiebre del deseo, La (1966)

### Como ator
- Diamantes, oro, y amor (1973)
- Invasión de los muertos, La (1973)
- La justicia tiene doce años (1973)
- Puertas del paraíso, Las (1971)
- Ardiente deseo, El (1971)
- Corrompidos, Los (1971)
- Los debutantes en el amor (1969)
- Crimen sin olvido (1968)
- Piel desnuda, La (1966)
- Fiebre del deseo, La (1966)
- Gunfighters of Casa Grande (1964)
- Shéhérazade (1963)
- Historia de una noche (1963)
- Pecado (1962)
- Bajo un mismo rostro (1962)
- Amor de los amores, El (1962)
- Chamaca, La (1961)
- Juana Gallo (1961)
- Tres Romeos y una Julieta (1961)
- Ventolera (1961)
- È arrivata la parigina (1960)
- Hermana blanca, La (1960)
- Creo en ti (1960)
- Carmen la de Ronda (1959)
- Venganza, La (1958)
- Amore a prima vista (1958)
- Amor prohibido (1958)
- Racconti d'estate (1958)
- Spada e la croce, La (1958)
- Cabo de hornos (1957)
- Boy on a Dolphin (1957)
- Schiave di Cartagine, Le (1957)
- Expreso de Andalucía, El (1956)
- Legión del silencio, La (1956)
- La Gata (1956)
- Gran mentira, La (1956)
- Amor en cuatro tiempos (1955)
- Para siempre (1955)
- El caso de la mujer asesinadita (1955)
- Tren expreso, El (1955)
- Más fuerte que el amor (1955)
- Caballero andaluz, Un (1954)
- Abismos de pasión (1954)
- Tres citas con el destino (1954)
- El conde de Montecristo (1953)
- Camelia (1954)
- Orquídeas para mi esposa (1954)
- Quiero vivir (1953)
- Apasionada (1952)
- La mentira (1952)
- Hermana San Sulpicio, La (1952)
- Mujer que tu quieres, La (1952)
- Derecho de nacer, El (1952)
- Tres hombres en mi vida (1952)
- Noche es nuestra, La (1952)
- Mar y tú, El (1952)
- Amar fue su pecado (1951)
- Trinca del aire, La (1951)
- Peregrina (1951)
- Monte de piedad (1951)
- Deseada (1951) .... Manuel
- Burlada (1951) .... Ricardo
- Pobre corazón (1950)
- Pequeñeces (1950)
- Duquesa de Benamejí, La (1949)
- Manigua sin dios, La (1949)
- Sabela de Cambados (1949)
- Currito de la Cruz (1949)
- Botón de ancla (1948)
- Locura de amor (1948)
- Pototo, Boliche y Compañía (1948)
- Dama del armiño, La (1947)
- Nao capitana, La (1947)
- Héroes del 95 (1947)
- Inquietudes de Shanti Andía, Las (1947)
- Mar abierto (1946)
- Gitana y el rey, La (1946)
- Emigrado, El (1946)
- Misión blanca (1946)
- Ángela es así (1945)
- Llamada del mar, La (1944)